# Cephalocassis borneensis
Cephalocassis borneensis es una especie de pez de la familia Ariidae en el orden de los Siluriformes.

## Morfología
• Los machos pueden llegar alcanzar los 30 cm de longitud total.

## Alimentación
Come moluscos bivalvos, crustáceos y detritus vegetal.

## Hábitat
Es un pez demersal y de clima tropical

## Distribución geográfica
Se encuentra en Indochina y desde Tailandia hasta Indonesia, incluyendo el río Mekong.

## Uso comercial
Se comercializa fresco.